# Batman - Cavaliere della notte
Batman - Cavaliere della notte (The New Batman Adventures, anche abbreviata TNBA) è una serie televisiva animata statunitense prodotta da Warner Bros. Animation, creata da Bruce Timm e Paul Dini. Andata in onda su Kids' WB dal 13 settembre 1997 al 16 gennaio 1999 per un totale di 24 episodi, si tratta del seguito della serie animata Batman del 1992 e in molti (DVD inclusi) la considerano infatti la "terza stagione" della serie.
È la terza serie del DC Animated Universe dopo Batman e Superman. Dal cartone sono stati realizzati numerosi altri prodotti: il film Batman - Il mistero di Batwoman del 2003, due serie a fumetti (Batman: Gotham Adventures e Batman Adventures) e alcuni videogiochi. Nel 2017 è uscito Batman e Harley Quinn, considerato dal regista della pellicola Bruce Timm canonico con la serie.
Alla base di questa serie animata c'è il notevole successo riscontrato dalla serie precedente. Il giovane Dick Grayson sveste i panni di Robin, che vengono indossati dal piccolo Tim Drake (terzo Robin fumettistico), per indossare quelli di Nightwing. L'antefatto di questo cambio viene narrato nella miniserie a fumetti Batman Adventures - The Lost Years di Hilary J. Bader e Bo Hampton.
Nel 2021 viene pubblicato un albo a fumetti dal titolo Batman - Le nuove avventure (Batman: The Adventure Continues), ambientato nell'ipotetica "stagione 4" della serie animata di Batman, ignorando gli eventi delle serie che susseguono cronologicamente il cartone. 

## Trama
La serie comincia dopo circa tre anni dalla fine di Batman, e vede il Cavaliere Oscuro continuare nella sua incessante lotta contro il crimine accompagnato da Batgirl, Barbara Gordon. Al suo fianco non c'è più Dick Grayson (il primo Robin) che qualche tempo prima aveva deciso di abbandonare i panni del "ragazzo meraviglia" al termine di una violenta discussione con Batman, dopo che questo aveva mancato la sua laurea e dopo che aveva taciuto sul fatto che Barbara, ai tempi ragazza di Dick, è in realtà Batgirl. L'ormai ex Robin ritorna a Gotham City ad inizio serie, dopo una lunga assenza, per addestrarsi nelle vesti dell'eroe indipendente Nightwing. I panni di Robin verranno raccolti dal giovane Tim Drake, ladruncolo divenuto orfano in seguito all'uccisione del padre da parte di Due Facce. Tim aiuta Batman ad affrontare Due Facce e, dopo diversi tentativi, riesce a convincerlo di essere degno di portare il mantello di Robin.

## Episodi
| Stagione       | Episodi | Prima TV USA |
| -------------- | ------- | ------------ |
| Prima stagione | 24      | 1997-1999    |

## Personaggi e doppiatori
- Bruce Wayne / Batman (stagioni 1-2), voce originale di Kevin Conroy, italiana di Marco Balzarotti.
- Tim Drake / Robin (stagioni 1-2), voce originale di Mathew Valencia, italiana di Davide Garbolino.
- Barbara Gordon / Batgirl (stagioni 1-2), voce originale di Tara Strong, italiana di Debora Magnaghi.
- Dick Grayson / Nightwing (stagioni 1-2), voce originale di Loren Lester, italiana di Simone D'Andrea.
- Alfred Pennyworth (stagioni 1-2), voce originale di Efrem Zimbalist Jr., italiana di Franco Sangermano.
- James Gordon (stagioni 1-2), voce originale di Bob Hastings, italiana di Enrico Bertorelli.

## Produzione

### Concezione e sviluppo

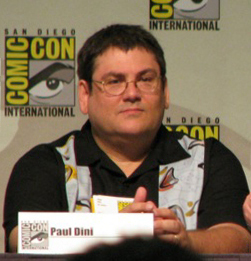
Paul Dini ritorna a lavorare ad una serie di Batman con Bruce Timm a distanza di due anni.

Uno dei creatori della serie insieme Paul Dini che, insieme a Bruce Timm aveva già lavorato alla storica serie Batman del 1992, secondo quanto detto nel libro Batman: animated originariamente avrebbe voluto che la nuova serie fosse intitolata Batman: Gotham Knights, ma questa idea venne respinta dagli altri produttori. Per uniformità con la vecchia serie, nei DVD questa serie è stata intitolata Batman The Animated Series - From The New Batman Adventures ed è stato dato il tema di apertura della serie precedente.
La serie è iniziata due anni dopo la conclusione della serie Batman su Fox. La WB voleva più episodi di Batman, così sono stati prodotti 24 nuovi episodi, che si differenziano dall'altra serie per dare maggior attenzione anche ad altri personaggi oltre a Batman. Anche se molti credono che siano la terza e quarta stagione di Batman a causa di alcune cose in comune, questa serie è ben diversa dalla prima per stile grafico e narrativo. Paul Dini, uno dei creatori della serie insieme a Bruce Timm, ha voluto riprendere il personaggio di Batman prendendo spunto dalla serie del 1992. Nel libro Batman: Animated, Dini dichiara che Batman - Cavaliere della notte inizia circa tre anni dopo la fine della serie Batman del 1992. Lo show ha avuto un cambiamento significativo rispetto alla serie originale, con episodi che si concentrano molto meno su Batman e più su altri personaggi che abitano a Gotham City.
Tra le novità più importanti apportate dalla serie, una di queste è l'inserimento del terzo Robin, Tim Drake, che prende il posto di Dick Grayson. Secondo la continuity dei fumetti, il secondo Robin dopo Grayson è Jason Todd che morirà per mano di Joker nella saga Una morte in famiglia salvo poi tornare in vita nei panni dell'anti-eroe Cappuccio Rosso. Probabilmente considerato un personaggio troppo complesso e adulto per il pubblico giovane a cui è rivolta la serie, alcuni aspetti della personalità e della storia di Tim Drake sono stati realizzati sulla base di quelli di Jason Todd. Il produttore Paul Dini pensava di far comparire il personaggio di Maschera Nera nella serie con la voce di James Earl Jones.
Diversi episodi della serie sono stati realizzati basandosi su alcuni fumetti sul Cavaliere Oscuro: l'episodio Un Natale molto movimentato della prima stagione riprende in toto la storia del fumetto Caro Babbo Natale pubblicato nella serie a fumetti Le avventure di Batman (le uniche differenze sono nel costume più nuovo di Batgirl); la puntata L'eredità della prima stagione, è basata sulla storia Joker's Millions pubblicata su Detective Comics n. 180 del 1952; l'episodio Un grande amore della seconda stagione, che mostra le origini di Harley Quinn e del suo incontro con Joker riprende fedelmente il fumetto Amore folle pubblicato su Le avventure di Batman, scritto non a caso dagli stessi creatori della serie Timm e Dini. Nell'episodio Leggende della seconda stagione, sono presenti numerosi riferimenti ad una parte del fumetto Il ritorno del Cavaliere Oscuro di Frank Miller ed è liberamente basato su The Batman Nobody Knows! da Batman n. 250 del 1973 di Frank Robbins e Dick Giordano.

### Design

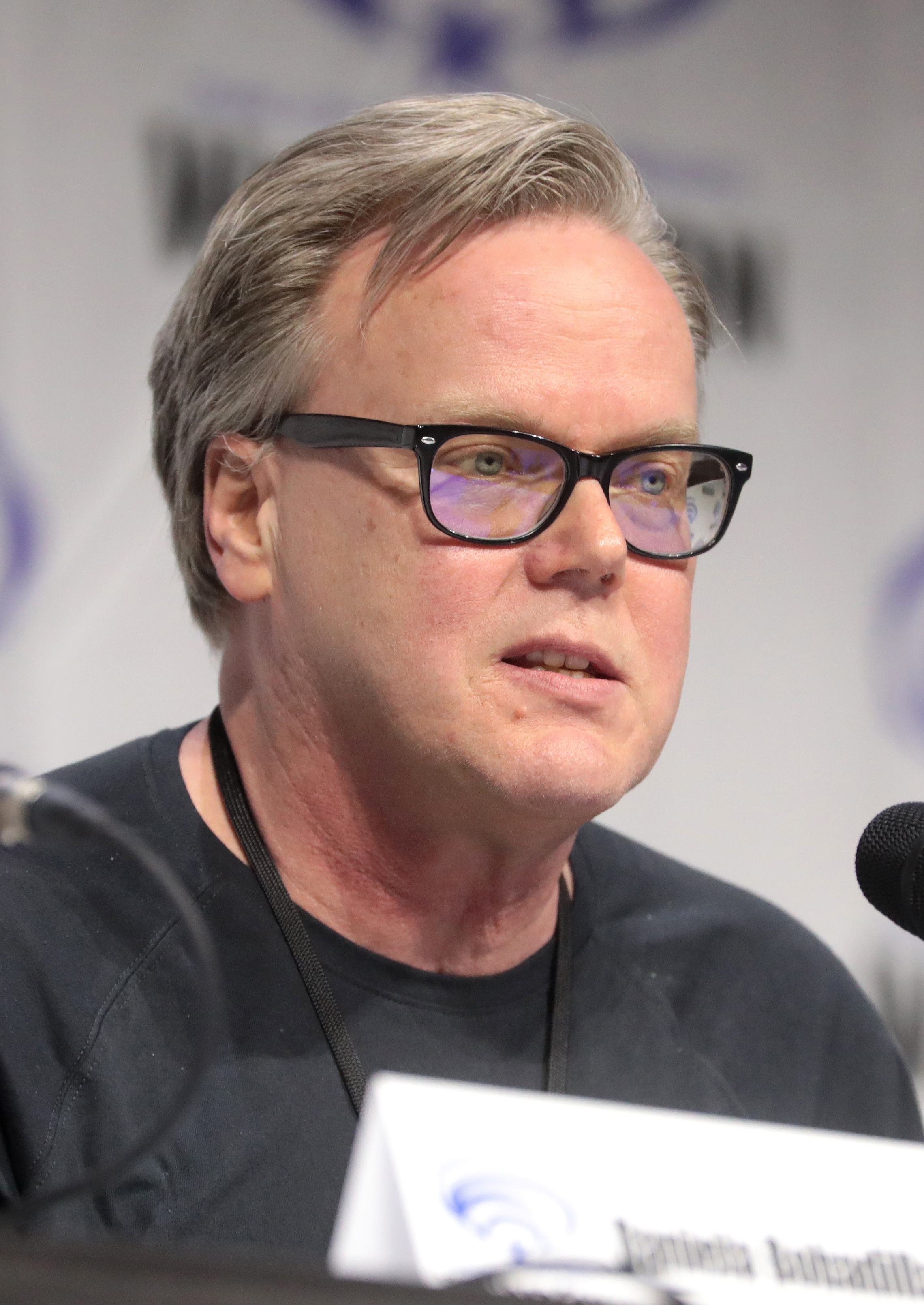
Bruce Timm, co-creatore di Batman - Cavaliere della notte, ha deciso di utilizzare in questa serie animata lo stesso stile di Superman.

Lo sceneggiatore Paul Dini ha dichiarato che il cambiamento di design dei personaggi è stato deciso da Bruce Timm, per renderlo più simile a quello della serie animata Superman. Alcune modifiche nel design sono state accolte calorosamente dai fan, come la scelta di inserire nella serie Nightwing e dare allo Spaventapasseri un aspetto più inquietante; altre, però, sono state maggiormente criticate come l'aspetto del Joker, di Catwoman e la nuova maschera di Bane. Il disegno è diventato più snello e più scuro e dai colori più semplici, mentre l'Art Déco e le l'atmosfera noir della serie originale sono state sostituite con un look più moderno. Il disegno dei personaggi è molto simile a quello della serie precedente: Batman, ma più vicino, anche per colorazione e carattere dei personaggi, come detto, alla serie animata Superman, al film d'animazione Batman - Il mistero di Batwoman e a tutte le altre serie e film seguenti del DC Animated Universe.
Dalla serie precedente l'Uomo Pipistrello si differenzia principalmente per alcuni dettagli: il mantello (come gli altri elementi del costume) non è più blu scuro con ombre nere, ma nero con ombre grigie e che ricorda molto il costume indossato in Batman: Anno uno. Bruce Wayne ha un incarnato più chiaro, gli occhi sono più definiti, stretti e azzurri, anziché abbozzati e neri. Nel costume il logo del pipistrello, da nero inscritto in un ovale oro, diventa soltanto nero senza altri dettagli. Si modifica un poco anche la fisicità e la presenza del personaggio, con spalle più larghe e gambe più fini. La voce di Kevin Conroy per Batman diventa più severa, oltre che meno distinguibile dalla voce che ha usato per Bruce Wayne nella serie originale. Gli sceneggiatori fecero uno sforzo per mantenere i dialoghi di Batman il più tetro e il più cupo possibile, al fine di aumentare il contrasto tra lui e il resto del cast. Il Joker è il personaggio che ha subito più cambiamenti da una serie all'altra: ha i tratti del volto più affilati e il dettaglio delle labbra rosse è omesso. Quando fu prodotta la serie di Superman nel 1996 venne deciso che quel nuovo stile di personaggi sarebbe stato usato per varie produzioni animate a seguire, evoluzione confermata e accentuata nella serie successive Justice League e Justice League Unlimited.
Il costume di Batgirl è stato trasformato in un look simile al suo vestito originale del suo debutto a fumetti in Detective Comics n. 359. Il produttore Paul Dini ha detto che Batgirl apparirà in ogni episodio della nuova serie per tre motivi: "Kenner vuole fare una linea di giocattoli, stiamo sfruttando la pubblicità per il suo ruolo in Batman & Robin, e adoriamo Batgirl." Melissa Gilbert è stata sostituita da Tara Strong come voce di Batgirl. Strong riprenderà il suo ruolo oltre un decennio dopo in un'altra serie televisiva animata di Batman Beware the Batman e Strong riprende anche il ruolo di Batgirl nel cortometraggio DC Nation, Super Best Friends Forever, Teen Titans Go! e nel film d'animazione Batman: The Killing Joke nel quale ritrova con Conroy e Mark Hamill.

### Crossover
La serie Cavaliere della notte è stata protagonista di due crossover con la serie Superman e con Static Shock (2000-2004).
Nella serie Superman, compaiono alcuni antagonisti in tre episodi della serie: in I migliori del mondo (World's Finest), scritto da Alan Burnett e Paul Dini, Joker e Harley Quinn mettono le mani su una statuetta realizzata interamente in kryptonite e, dopo essersi recati a Metropolis, propongono a Lex Luthor di uccidere Superman per un miliardo di dollari; nell'episodio Batman in pericolo della terza stagione Superman, arrivato a Gotham City, incontrerà Bruce Wayne (ipnotizzato), il Cappellaio Matto, Bane, l'Enigmista, il Pinguino e Roxy Rocket. Nell'episodio La fontana di lunga vita, Ra's al Ghul ha bisogno della forza di Superman per guarire completamente. Compaiono anche la figlia di Ra's, Talia al Ghul e alcuni membri della Lega delle Ombre.

## Distribuzione
La serie è stata trasmessa per la prima volta il 13 settembre 1997 sul canale Kids' WB, a differenza della serie animata di Batman trasmessa su Fox Kids. Batman - Cavaliere della notte è andata in onda insieme a Superman (realizzata dallo stesso team creativo). Questi show sono stati uniti creando puntate di un'ora chiamate The New Batman/Superman Adventures. In Italia invece la serie ha debuttato il 12 gennaio 1999 con i primi tredici episodi sul canale a pagamento Cartoon Network. Successivamente è andata in onda gratuitamente il 12 settembre 1999 su Canale 5, per poi spostarsi su Italia 1.
Il 1º gennaio 2021 debutta su HBO Max (inclusa come terza stagione di Batman) insieme ad altre serie e film del DC Animated Universe.

### Edizione italiana
Il doppiaggio dell'edizione italiana è stato curato da Guido Rutta per la Deneb Film di Milano. Nell'edizione originale viene mantenuta la sigla d'apertura di Danny Elfman della serie Batman, mentre la sigla italiana Batman - Cavaliere della notte è cantata da Enzo Draghi.

### Edizioni home video

#### DVD
Il cofanetto denominato Batman The Animated Series - From the new Batman adventures volume 4 è stato inizialmente distribuito il 6 dicembre 2005 solo per il mercato statunitense. In Italia nel 2002 Peruzzo Editore pubblicò una raccolta di 27 volumi dal titolo Le avventure di Batman e Robin, contenente anche questa serie.
Gli episodi: Finalmente la verità, L'organizzazione segreta, Leggende, Il piano dello Spauracchio, Lo smeraldo del gatto, Un grande amore, L'eredità, Il giudice e Una piccola grande amica sono stati raccolti nei DVD Il meglio di Batman e Batman - Super Nemici - Killer Croc.
La serie è stata rilasciata una seconda volta il 4 novembre 2008 come parte di un DVD dal titolo  Batman: The Complete Animated Series, che conteneva gli episodi di tutti e quattro i volumi che sono stati rilasciati nel 2004-2005. La serie è stata rilasciata anche per i servizi di distribuzione dei media online come iTunes e Google Play.

#### Blu-ray
L'8 ottobre 2017, durante il panel del Comic Con di New York del 25º anniversario della serie Batman, è stato annunciato che l'intera serie più i 24 episodi di Batman - Cavaliere della notte saranno pubblicati in Blu-ray Disc verso la fine del 2018 (grazie anche al successo finanziario di Batman - La maschera del Fantasma in Blu-ray del 2017).

## Accoglienza

### Critica
La serie ha ricevuto recensioni generalmente positive. Gli utenti del sito Internet Movie Database hanno assegnato un punteggio di 8.6 su 10 alla serie, e l'ha inserita al 152º posto della Top 250 serie TV. Sempre per Imdb, la miglior puntata della serie è Mad Love (fedele adattamento del fumetto Amore folle che narra le origini di Harley Quinn) con un totale di 9.2 mentre al secondo posto, a pari merito, ci sono Over the Edge e Judgment Day con 8.9.

## Riconoscimenti
- 1998 - Daytime Emmy Award
  - Miglior programma animato – Jean MacCurdy, Alan Burnett, Paul Dini, Bruce Timm, Hilary Bader, Stan Berkowitz, Rich Fogel, Steve Gerber, Bob Goodman, Hiroyuki Aoyama, Curt Geda, Kenji Hachizaki, Butch Lukic, Toshihiko Masuda, Dan Riba, Andrea Romano e Yûichirô Yano (condiviso con Superman)
- 1998 - Young Artist Awards
  - Candidato - Miglior performance come voce fuori campo in lungometraggio o TV - Miglior attore giovane - Mathew Valencia
- 1998 - Golden Reel Award
  - Miglior montaggio sonoro in una serie televisiva d'animazione (speciale) - (condiviso con I Simpson)
  - Candidato - Miglior montaggio sonoro in una serie televisiva d'animazione
- 1999 - Annie Award
  - Miglior produzione televisiva d'animazione (condiviso con Superman)
- 1999 - Daytime Emmy Award
  - Miglior montaggio sonoro – Tom Maydeck, Robert Hargreaves, Pat Rodman e John Hegedes (condiviso con Superman)
  - Miglior scenografia in una produzione televisiva d'animazione - Glen Murakami per l'episodio Leggende (condiviso con Superman)
  - Candidato - Miglior produzione televisiva d'animazione
- 2000 - Annie Award
  - Candidato - Miglior voce maschile in una produzione televisiva d'animazione - David Warner (condiviso con Superman)

## Opere derivate

### Film
Quattro anni dopo la chiusura della serie, è uscito il lungometraggio animato Batman - Il mistero di Batwoman, diretto da Kurt Geda e Tim Maltby. Uscita direttamente per il mercato home video, la pellicola racconta della comparsa di Batwoman, una misteriosa vigilante non legata a Batgirl, su cui Batman si trova a dovere indagare. La pellicola ha ricevuto recensioni contrastanti. Su Rotten Tomatoes il pubblico ha espresso un gradimento del 46%. Secondo il sito web Silenzio in Sala, il film «compie un rewind nostalgico, proponendo un format classico ma vincente».
Nel 2017 è uscito Batman e Harley Quinn per il mercato home video, scritto e prodotto da Bruce Timm e che riprende fedelmente lo stile e i personaggi della serie. Nonostante Timm consideri il film parte della continuity ufficiale del DC Animated Universe, non è mai stato confermato ufficialmente. Il lungometraggio è incentrato sulla strana alleanza che formano Batman e Nightwing con la loro psicopatica nemica Harley Quinn, che dovrà aiutarli nel fermare i folli piani di Poison Ivy e l'Uomo Floronico. Il film ha ricevuto recensioni contrastanti da parte di critici che hanno lodato l'animazione, il doppiaggio di Conroy e Lester e i flashback alla serie animata, ma hanno criticato la sceneggiatura e la performance di Melissa Rauch come Harley Quinn. Il film ha ottenuto il 57% su Rotten Tomatoes.

### Corti
Nel 2003, tra i contenuti speciali del DVD di Batman - Il mistero di Batwoman, è presente Chase Me, un cortometraggio muto scritto da Alan Burnett e Paul Dini con la colonna sonora di Lolita Ritmanis. Bruce Wayne, assorto a fissare il vuoto in una finestra durante una festa, viene intrattenuto da tre splendide donne; riuscito a fuggirle, entra in una stanza nella quale Catwoman sta svaligiando la cassaforte; inseguitala nei panni di Batman fino ad uno Zoo, la raggiunge e i due si baciano; in quel momento però Bruce si dà una scossa, smettendo così di fissare assorto il vuoto nella finestra.

### Web serie
Tra il 2000 e il 2002 è uscita la serie in animazione flash Gotham Girls, creta da Paul Dini e Hilary J. Bader. La serie, dagli stilemi molto semplici, ha come protagonisti i personaggi femminili che compaiono nel DC Animated Universe, in particolare dell'ambiente di Batman: Harley Quinn, Poison Ivy, Batgirl, Catwoman e Zatanna (quest'ultima però non compare nella serie Batman - Cavaliere della notte).

### Fumetti
Poco dopo l'inizio della trasmissione della serie, la DC Comics pubblicò una miniserie da cinque numeri intitolata The Batman Adventures: The Lost Years. Questa serie copre l'intervallo di tempo tra la fine della serie animata Batman e l'inizio della nuova serie, e mostra il passaggio di Dick Grayson da spalla di Batman a Nightwing.
Nel 1998 venne pubblicata la serie Batman: Gotham Adventures, sempre basata sulla serie, per un totale di 60 numeri.
Nel 2003 la DC Comics pubblicò Batman Adventures, poco dopo la cancellazione di Batman: Gotham Adventures. Il primo numero venne reso disponibile tramite vendita durante il Free Comic Book Day del 2003. La serie durò 17 numeri prima di essere cancellata per fare spazio a The Batman Strikes! (trasposizione di The Batman). In Italia, tutti questi fumetti basati sulla serie sono attualmente inediti.
DC ha annunciato nel febbraio 2020 che Paul Dini, Alan Burnett e l'artista Ty Templeton avrebbero realizzato una nuova mini-serie intitolata Batman: L'avventura continua, che costituisce il seguito di Batman - Cavaliere della notte e che è stata pubblicata per la prima volta nell'aprile 2020.

### Videogiochi
Negli anni 2000 sono stati pubblicati diversi videogiochi ispirati alla serie: nel 2001 sono usciti Batman: Chaos in Gotham, sviluppato da Ubisoft, Batman: Gotham City Racer, sviluppato da Sinister Games, Batman: Vengeance, sviluppato da Ubisoft Montréal; nel 2003 sono stati pubblicati Batman: Justice Unbalanced, Batman: Toxic Chill e Batman: Rise of Sin Tzu, sviluppato da Ubisoft Montréal.

### Libri
Capstone pubblica libri per bambini, inediti in Italia, contenenti illustrazioni di personaggi dell'universo di Batman che hanno il design di Batman - Cavaliere della notte.

### Sequel
Il 16 gennaio 1999 è uscito Batman of the Future, sequel di Cavaliere della notte, ambientata diversi decenni dopo quest'ultima. La serie animata, andata in onda fino al dicembre 2001, si compone di tre stagioni per un totale di 52 episodi e segue le vicende del giovane Terry McGinnis, divenuto il nuovo Batman sotto la supervisione di Bruce Wayne, che gli fa da mentore e da guida.
Nel 2021 Panini Comics pubblica in Italia la prima stagione di Batman: Le nuove avventure, seguito diretto a fumetti della serie, ambientato tra Batman - Cavaliere della Notte e Batman of the Future.

## Merchandising
Nel febbraio 2014 DC Collectibles ha annunciato ufficialmente la produzione di una serie di action figure basate sia sulla serie Batman che su Batman - Cavaliere della notte. La prima ad essere uscita ispirata a Cavaliere della notte è stato Batman nel novembre 2014, seguito da Due Facce e Mr. Freeze nel dicembre dello stesso anno.

### Esplicative
1. ↑  Batman & Superman - I due supereroi  è il nome degli episodi riuniti insieme in un'unica edizione per l'home video, mentre I migliori del mondo è il nome che è stato utilizzato quando i tre episodi vennero trasmessi singolarmente a partire dal 4 ottobre 1997.

### Bibliografiche
1. 1 2  (EN) A History of Batman on TV, in IGN. URL consultato il 15 agosto 2010.
2. ↑  (EN) 15 Things You Didn't Know About Batman: The Animated Series, su Screen Rant, 31 luglio 2016. URL consultato il 27 febbraio 2017.
3. ↑  (EN) Batman: The Animated Series, su TV.com. URL consultato il 24 marzo 2018 (archiviato dall'url originale il 25 giugno 2011).
4. ↑  (EN) Batman: The Animated Series - Volume 4, su DVD Talk. URL consultato il 16 agosto 2010.
5. 1 2 3  (EN) Rob Allstetter, 72, su The Dark Knight Returns, Wizard, agosto 1997,  p. 50–54.
6. ↑  (EN) Oliver Sava, Batman: The Animated Series: “Sins Of The Father”, 19 novembre 2012. URL consultato l'11 aprile 2018.
7. ↑  (EN) The World's Finest - Black Mask, su worldsfinestonline.com. URL consultato il 10 marzo 2017.
8. 1 2 3  (EN) Geoff Miller, Paul Dini Explains the Timmverse’s Controversial Character Design Changes, su cbr.com, 22 novembre 2017.
9. ↑   Superman (serie animata 1996): episodio 2x16-17-18, I migliori del mondo [World's Finest].
10. ↑   Superman (serie animata 1996): episodio 3x2, Batman in pericolo [Knight Time].
11. ↑   Superman (serie animata 1996): episodio 3x11, La fontana di lunga vita [The Demon Reborn].
12. ↑  (EN) The New Batman/Superman Adventures (1997 - 2000), su dccomics.com. URL consultato il 1º aprile 2017.
13. ↑  (EN) Albert Ching, Binging the Bat: HBO Max Adds New Batman Titles to its Lineup, su dccomics.com, 13 gennaio 2021. URL consultato il 20 febbraio 2022.
14. ↑  (EN) Albert Ching, NYCC: Batman: The Animated Series Blu-ray Collection Coming in 2018, su cbr.com. URL consultato il 9 ottobre 2017.
15. ↑  (EN) #NYCC News: Batman: The Animated Series coming to Blu-ray via WB Home Entertainment next year thanks to our Batman:Mask of the Phantasm Blu!, su twitter.com. URL consultato il 14 ottobre 2017.
16. ↑  (EN) Batman - Cavaliere della notte, su Internet Movie Database. URL consultato il 1º aprile 2017.
17. ↑  (EN) Imdb Top 250 TV - Imdb, su Internet Movie Database. URL consultato il 1º aprile 2017.
18. ↑  (EN) "Batman - Cavaliere della notte" Mad Love (TV Episode 1999), su Internet Movie Database. URL consultato il 1º aprile 2017.
19. ↑  (EN) "Batman - Cavaliere della notte" Over the Edge (TV Episode 1998), su Internet Movie Database. URL consultato il 1º aprile 2017.
20. ↑  (EN) "Batman - Cavaliere della notte" Judgment Day (TV Episode 1998), su Internet Movie Database. URL consultato il 1º aprile 2017.
21. 1 2   Batman: Il mistero di Batwoman - Recensione Film, su silenzioinsala.com, Silenzio in Sala. URL consultato il 15 maggio 2013.
22. ↑  (EN) Batwoman, in Turner Classic Movies. URL consultato il 3 marzo 2016.
23. ↑  (EN) Tyner, Adam, Batman - Mystery of the Batwoman, DVD Talk, 19 ottobre 2003. URL consultato il 25 novembre 2010.
24. ↑  (EN) Batman - Mystery of the Batwoman at Rotten Tomatoes, Rotten Tomatoes. URL consultato il 14 marzo 2017.
25. ↑   Matteo Tosini, Batman e Harley Quinn: il nuovo film animato dal 6 settembre in home video, ecco il trailer italiano, su BadTaste.it, 23 luglio 2017. URL consultato il 31 luglio 2017.
26. ↑  (EN) Bruce Timm On Whether Batman & Harley Quinn Is In The Animated Series Continuity, su comicbook, 30 luglio 2017. URL consultato il 29 agosto 2017.
27. ↑  (EN) Blair Marnell, Batman and Harley Quinn Review, su ign.com, 16 agosto 2017.
28. ↑  (EN) Batman and Harley Quinn (2017), su Rotten Tomatoes. URL consultato il 9 settembre 2017.
29. ↑  (EN) Warner Bros. Online Debuts All-New "Gotham Girls" Shorts, su Warner Brothers Online, 15 giugno 2001. URL consultato il 20 maggio 2019 (archiviato dall'url originale il 4 marzo 2016).
30. ↑  (EN) Austen Goslin, Batman: The Animated Series creator will continue the show — in comics, su Polygon, 13 febbraio 2020. URL consultato il 13 febbraio 2020.
31. ↑  (EN) DC Super Heroes, su Capstone Publishing. URL consultato il 16 giugno 2021.
32. 1 2  (EN) DC Collectibles unveils New Batman: The Animated Series and Son of Batman action figure lines ahead of New York Toy Fair, su dccomics.com, 13 febbraio 2014. URL consultato l'11 aprile 2018.